# موافقت‌نامه تجارت آزاد کانادا-اسرائیل
موافقت‌نامه تجارت آزاد کانادا-اسرائیل (به انگلیسی: Canada–Israel Free Trade Agreement) (به اختصار: سی‌آی‌اف‌تی‌ای) یک موافقت‌نامه تجارت آزاد بین دو کشور کانادا و اسرائیل است.

## تاریخچه
این موافقت‌نامه در ۳۱ ژوئیه ۱۹۹۶ به امضاء رسید و در تاریخ ۱ ژانویه ۱۹۹۷ به اجرا در آمد. این اولین موافقت‌نامه تجارت آزاد کانادا در خارج از نیمکره غربی بود. ۸۰٪ تعرفه در مورد بیشتر کالاهای تولیدی و کشاورزی بر اساس این موافقت‌نامه حذف شده است. با این حال ، سی‌آی‌اف‌تی‌ای بر بخش های خاصی از کشاورزی مانند ماکیان، مواد لبنیاتی و تخم‌مرغ تأثیر نمی‌گذارد.

سی‌آی‌اف‌تی‌ای در سال ۲۰۰۲ و ۲۰۰۳ اصلاح شد. آخرین اصلاحات در سال ۲۰۱۵ بود. در حال حاضر این موافقت‌نامه برای اصلاح سی‌آی‌اف‌تی‌ای و در انتظار توشیح ملوکانه است.

اهداف اصلی سی‌آی‌اف‌تی‌ای عبارتند از:
- رفع موانع و تعرفه های تجاری
- ارتقا رقابت منصفانه
- افزایش سرمایه‌گذاری بین دو کشور

## تاریخچه تراز تجاری
| نوع تجارت        | ۲۰۱۰      | ۲۰۱۱     | ۲۰۱۲      | ۲۰۱۳      | ۲۰۱۴      |
| ---------------- | --------- | -------- | --------- | --------- | --------- |
| کل صادرات کانادا | ۳۸۵٬۰۰۷   | ۳۹۹٬۸۷۸  | ۲۶۵٬۶۳۱   | ۳۷۹٬۷۷۳   | ۴۴۹٬۸۷۵   |
| کل واردات کانادا | ۱٬۰۰۶٬۴۴۸ | ۹۸۲٬۴۳۷  | ۱٬۱۴۴٬۸۲۷ | ۱٬۰۵۹٬۰۱۰ | ۱٬۱۰۷٬۲۹۶ |
| تراز تجاری       | -۶۲۱٬۴۴۱  | -۵۸۲٬۵۵۹ | -۸۷۹٬۱۹۷  | -۶۷۹٬۲۳۷  | -۶۵۷٬۴۲۰  |